# Judith Ehrlich

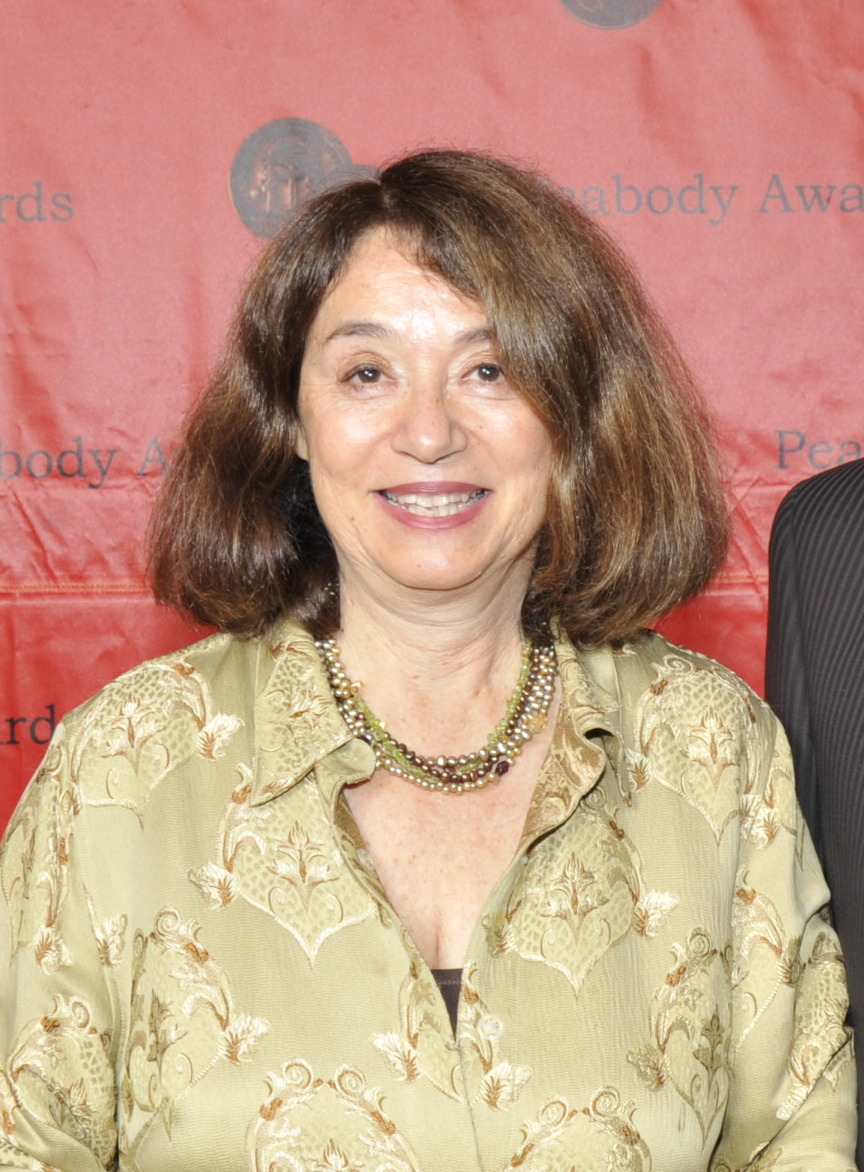
Judith Ehrlich

Judith Ehrlich (* 20. Jahrhundert) ist eine US-amerikanische Filmproduzentin und Filmregisseurin sowie Drehbuchautorin mit dem Schwerpunkt auf Dokumentationen und Freiheitsrechte.

## Leben
Ehrlich arbeitete für das Radio und andere Medien zu Themen wie Gewalt, soziale Gerechtigkeit und Bildung. Sie tritt seit dem Jahr 2000 als Regisseurin, Drehbuchautorin und Produzentin im Filmbereich in Erscheinung. In diesem Jahr wurde mit The Good War and Those Who Refused to Fight It ihr erster Film ausgestrahlt. Hierfür wurde sie gemeinsam mit Rick Tejada-Flores im Jahr 2003 von der Organization of American Historians mit dem Erik Barnouw Award ausgezeichnet. 2009 folgte die Dokumentation Der gefährlichste Mann in Amerika – Daniel Ellsberg und die Pentagon-Papiere. Porträtiert wird der Whistleblower Daniel Ellsberg. Für die Produktion wurde sie gemeinsam mit Rick Goldsmith international für diverse Preise nominiert und mehrfach ausgezeichnet. So erhielten die beiden eine Oscarnominierung für den Besten Dokumentarfilm bei der Oscarverleihung 2010. Hinzu kam eine Emmy-Nominierung bei der Primetime-Emmy-Verleihung 2011 in der Kategorie Exceptional Merit in Nonfiction Filmmaking. Beim International Documentary Film Festival Amsterdam erhielten sie den Special Jury Award, den Publikumspreis gewannen sie beim Palm Springs International Film Festival. Die Produktion wurde mit einem Peabody Award geehrt. Die American Historical Association verlieh ihnen 2010 den John E. O’Connor Film Award. Ihr Film The Mouse That Roared, in dem auch die Politikerin Birgitta Jónsdóttir porträtiert wird, befindet sich derzeit in Produktion.
Ehrlich arbeitet in der San Francisco Bay Area.

## Filmografie (Auswahl)
- 2000: The Good War and Those Who Refused to Fight It
- 2009: Der gefährlichste Mann in Amerika – Daniel Ellsberg und die Pentagon-Papiere (The Most Dangerous Man in America: Daniel Ellsberg and the Pentagon Papers)
- 2010: The Boys Who Said NO!